# جيمس هيو جوزيف تيت
جيمس هيو جوزيف تيت (بالإنجليزية: James Hugh Joseph Tate)‏ هو سياسي أمريكي، ولد في 10 أبريل 1910 بفيلادلفيا في الولايات المتحدة، وتوفي في 27 مايو 1983 في الولايات المتحدة بسبب نوبة قلبية. حزبياً، نشط في الحزب الديمقراطي. وقد انتخب List of mayors of Philadelphia ‏.